# Imogen Toner
Imogen Toner ist eine britische Schauspielerin und Art Directorin.

## Leben und Karriere
Toner hat in verschiedenen Theaterstücken wie The Not So Fatal Death of Grandpa Fredo mit. Außerdem war sie jeweils in einer Folge in Casualty, Waterloo Road, und in River City. Anschließend trat sie 2009 in dem Film Dark Nature. 2012 wurde sie für den Film Love Bite – Nichts ist safer als Sex gecastet. Außerdem trat sie 2014 in Ein Schotte macht noch keinen Sommer auf.
Neben ihrer Schauspielkarriere ist Toner auch als Artdirektorin tätig.

## Filmografie
- 2006: A Woman in Winter
- 2007: The Inheritance
- 2009: An Paiste Beo Bocht
- 2009: Dark Nature
- 2012: Love Bite – Nichts ist safer als Sex (Love Bite)
- 2014: Ein Schotte macht noch keinen Sommer (What We Did on Our Holiday)